# Nicobaren

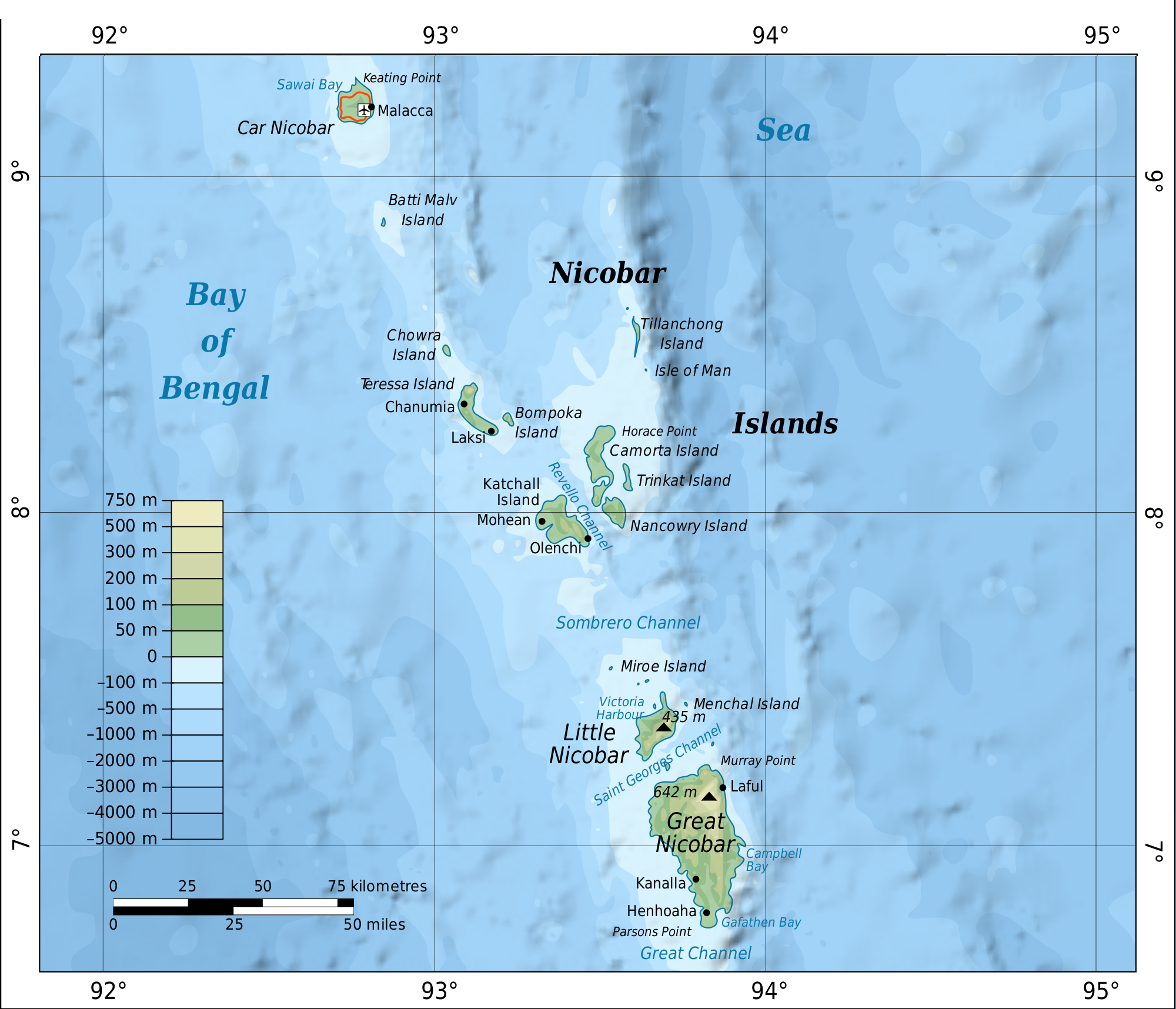
Kaart van de Nicobaren

De Nicobaren zijn een groep eilanden in de Golf van Bengalen in het oosten van de Indische Oceaan. Ze behoren tot India en vormen samen met de noordelijker gelegen Andamanen het unieterritorium Andamanen en Nicobaren.

## Geografie
Het noordelijkste punt van de Nicobaren ligt zo'n 140 km van het zuidelijkste eiland (Klein-Andaman) van de Andamanen af. Het zuidelijkste punt, Indira Point, ligt 200 km ten noordwesten van het Indonesische eiland Sumatra (provincie Atjeh).
De Nicobaren bestaan uit 22 kleine en grotere eilanden waarvan Groot-Nicobar het grootste is. Het totale landoppervlak van de eilanden is 1841 km². Het hoogste punt is de top van de 642 meter hoge berg Mount Thullier op het eiland Groot Nicobar. Van de 22 eilanden zijn er 12 bewoond. In 2001 woonden er 42.026 mensen op die 12 eilanden waarvan ongeveer 65% behoort tot de autochtone bevolking en de overige 35% vooral bestaat uit migranten uit India en Sri Lanka.
Men deelt de eilanden in drie groepen in:
- De noordelijke groep omvat Car Nicobar (127 km²) en het onbewoonde Batti Malv (2 km²).
- De centrale groep omvat Chowra (8 km²), Teressa (101 km²), Poahat (13,3 km²), Katchal (174 km²), Camorta (188 km²), Nancowry (67 km²), Trinket, en tevens de onbewoonde eilanden Man en het natuurreservaat-eiland Tillangchong.
- De zuidelijke groep omvat Groot-Nicobar (1045 km²), Klein-Nicobar (140 km²), Kondul (4 km²), Pulomilo (1 km²), en tevens de onbewoonde eilanden Meroe, Trak, Treis, Menchal, Cubra, Pigeon en het natuurreservaat Megapod.

## Geschiedenis
In 1756 begon de Deense Oost-Indische Compagnie met het koloniseren van de Nicobaren; ze werden de Frederikseilanden genoemd, en enkele kwamen inderdaad in Deens bezit: Groot Nicobar (1756-1760), Camorta (1760-1768) en Nancowry (1768-1868). De kolonisatie mislukte echter al spoedig.
Later was het gebied soms een kolonie van Oostenrijk of Pruisen, totdat de Engelsen het in 1869 onderdeel maakten van het Britse Rijk. Tijdens de Tweede Wereldoorlog werd het bezet door de Japanners en in 1947 werd het bij de onafhankelijkheid van India onderdeel van dat land.
Op 26 december 2004 werden de Nicobaren net als andere delen van de Golf van Bengalen getroffen door een tsunami, die in totaal meer dan 227.000 mensen het leven kostte, waarvan zo'n 6.000 op de Andamanen en Nicobaren. Vooral op het eiland Katchal van de Nicobaren was er een zware dodentol. Er waren meer dan 4.500 slachtoffers. (zie Zeebeving Indische Oceaan 2004)